# Kawal
Kawal es un alimento elaborado con hojas fermentadas que se utiliza como sustituto de la carne autóctono del oeste de Sudán, en particular de las provincias de Kordofán y Darfur, y del este de Chad. En las zonas urbanas se utiliza como condimento, de forma similar a la pimienta negra. También es utilizado por familias de bajos ingresos como fuente primaria de proteínas, sustituyendo o ampliando la carne o el pescado en guisos y salsas. Se crea a partir de las hojas fermentadas de Cassia obtusifolia, una leguminosa silvestre tóxica también conocida como planta kawal.
Tiene un olor acre que persiste en las manos; se dice que «cuando comes [kawal] con la mano derecha, lo hueles con la izquierda». Por este motivo, la élite de Sudán lo considera un alimento de bajo estatus. A pesar de esto, el kawal se ha extendido por todo Sudán, posiblemente debido a la capacidad de la planta para crecer vigorosamente en una variedad de ambientes.
Sustitutos de la carne fermentada similares que se encuentran en esta región incluyen el furundu, que se elabora con las semillas de Hibiscus sabdariffa, y la sigda, que se elabora con tortas de semillas de sésamo.

## Preparación
Para preparar kawal, C. obtusifolia se cosechan durante la etapa de fructificación y floración de la planta, que corresponde a la temporada de lluvias en el oeste de Sudán. Luego, las hojas se limpian y se machacan hasta obtener una pasta, que se envasa dentro de un zeer. Luego hay que cubrir esta pasta con hojas frescas de sorgo y cargarla con piedras limpias. Luego el zeer se sella con barro. Cada tres días, se mezcla la pasta, luego se vuelve a tapar y se vuelve a sellar el frasco. Después de 15 días, se retira la pasta, se le forman bolas y se secan al sol durante cinco días. Las bolas de kawal maduras se pueden almacenar y utilizar según sea necesario.

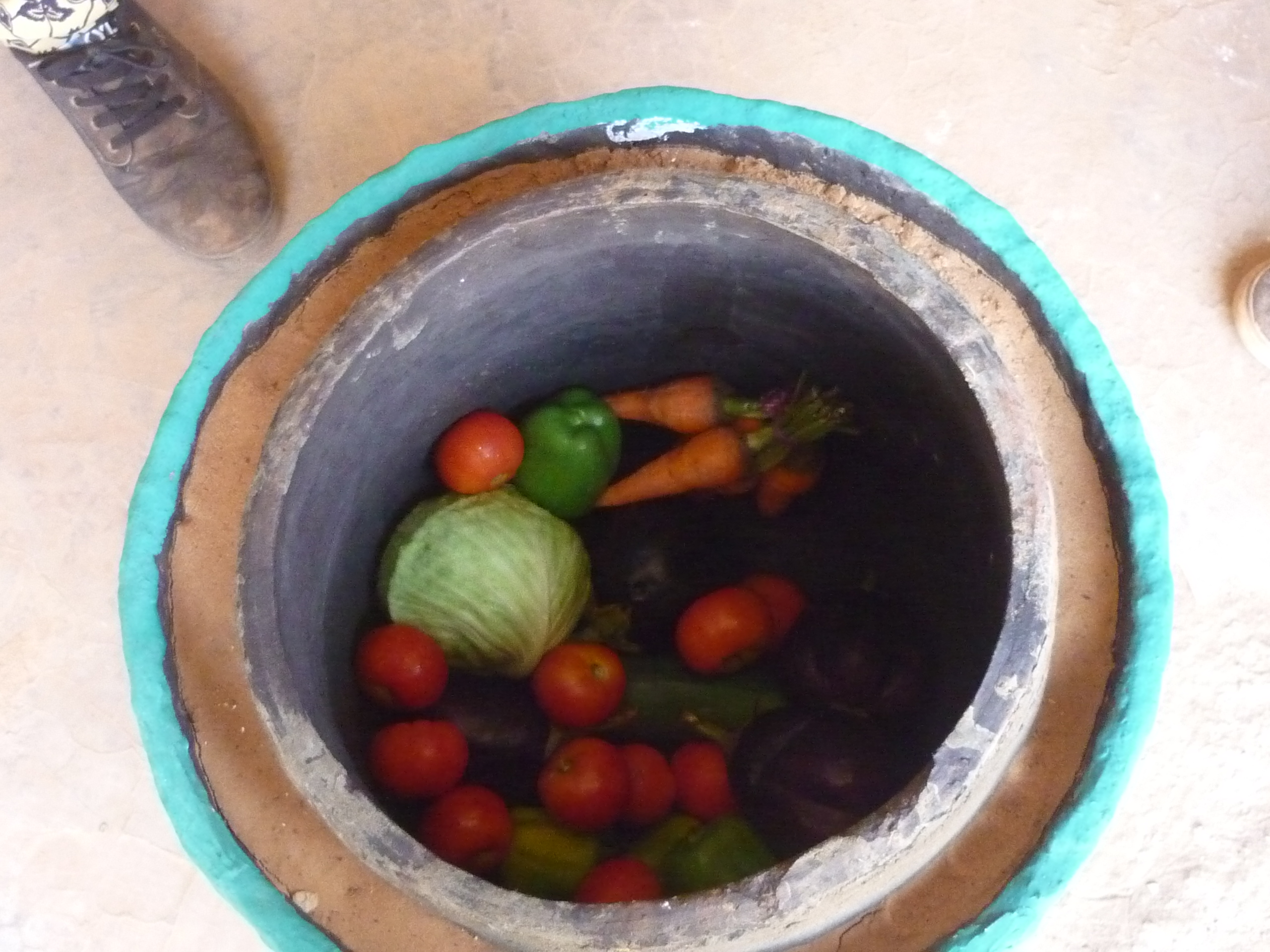
Un zeer, relleno de verduras (no kawal).

Al igual que el furundu y la sigda, el kawal sirve como condimento en los alimentos sudaneses típicamente condimentados con carne. Específicamente, su olor único es similar al tipo de carne más común que se usa en esta región, tiras de cecina secadas al sol llamadas shermute. Esto es a diferencia de los alimentos fermentados como el rob-heb, elaborado con semillas de sandía fermentadas, y el rob-ful, elaborado con maní fermentado, que sirven como sustitutos de los guisos aromatizados con leche agria, como el mulah-rob, un guiso de leche agria y cordero.
Una preparación común de kawal es como sustituto del shermute en polvo en un guiso de cebollas, okra seca en polvo, aceite, sal y pimienta, acompañado con una papilla de sorgo. Entre el pueblo fur, el kawal es conocido como un alimento nutritivo comparable a la carne. El pueblo nuba prepara sopa con kawal y caldo de huesos. En las ciudades donde es más fácil encontrar carne, el kawal en polvo se utiliza como condimento similar a la pimienta negra.

## Nutrición
Kawal tiene aproximadamente un 20 por ciento de proteína en peso. Tiene un alto contenido en potasio y calcio.

## Investigación
Se han realizado investigaciones sobre el potencial del kawal como fuente de proteína accesible en áreas con escasez de proteínas. También se ha analizado y cuantificado la microbiota implicada en su fermentación.